# Guillaume Thomas Taraval
Guillaume Thomas Taraval (* 1701 in Paris; † 1750) war ein aus Frankreich stammender schwedischer Maler.

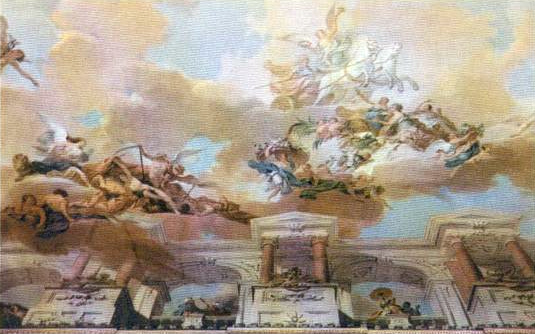
Deckengemälde im Königlichen Palast in Stockholm

Er kam 1732 nach Schweden, um am Bau des königlichen Schlosses mitzuarbeiten, und führte dort den Rokoko-Stil ein. Er malte Porträts, Altarwerke und Stillleben und Deckengemälde im Königlichen Palast in Stockholm (Entwürfe für das Deckengemälde in der Schlosskapelle führte sein Schüler Johan Pasch aus). Er war der erste Direktor der Königlich Schwedischen Akademie der Künste seit ihrer Gründung 1735 und hat viele Schüler in Schweden.
Sein Sohn Louis Gustave Taraval war auch Maler und Architekt.